# اکتینوباسیلوز
اَکتینوباسیلوز، تخته‌زبانی  یا زبان چوبی (به انگلیسی: Actinobacillosis) نوعی از بیماری مشترک میان دام و انسان است. این بیماری بیشتر در حیوانات اهلی دیده می‌شود و بر اثر ابتلا به میکروب آکتینوباسیل بروز می‌کند.
رایج‌ترین شکل آن در دهان دام‌ها رخ می‌دهد و مهم‌ترین نشانهٔ آن ورم کردن زبان است که از دهان به بیرون می‌افتد و به هنگام لمس بسیار سفت حس می‌شود.